# Rapid Bukarest
Rapid Bukarest (offiziell: Fotbal Club Rapid București) ist ein rumänischer Sportverein aus Bukarest. Der Verein wurde bislang dreimal rumänischer Fußballmeister und spielt nach zwischenzeitlicher Insolvenz des Vereins und einem sportlichen Abstieg bis in die 5. Liga derzeit (Stand: Saison 2021/22) in der höchsten Spielklasse des rumänischen Fußballs. Eigentümer des Clubs sind der rumänische Unternehmer Dan Șucu (80 %) und Victor Angelescu (20 %).

## Geschichte
Der Klub wurde am 11. Juni 1923 von Eisenbahnern der CFR gegründet. Rapid ist der einzige rumänische Vorkriegsverein, der aufgrund der Herkunft des ersten Generalsekretärs der rumänischen Kommunistischen Partei Gheorghe Gheorghiu-Dej aus dem Eisenbahnermilieu nicht aufgelöst wurde.
Mitte Januar 2009 löste Marian Rada, der bis dahin die zweite Mannschaft betreut hatte, den Portugiesen José Peseiro als Trainer ab. Nachdem Rapid in der Saison 2008/09 keinen Titel gewinnen konnte, trat Rada am 3. Mai 2009 zurück und wurde durch Viorel Hizo ersetzt, der den Verein in der Vergangenheit mehrfach betreut hatte. Am 31. Oktober 2009 wurde der technische Direktor Nicolae Manea auch Trainer der Mannschaft, nachdem Hizo seinen Vertrag einen Tag zuvor aufgelöst hatte. Ab dem 31. März 2010 war Ioan Andone Nachfolger von Manea als Trainer und betreute das Team bis zum Ende der Saison 2009/10.
Vor dem Start der Saison 2010/11 holte George Copos, der Mäzen des Vereins, mit Marius Șumudică einen neuen Trainer. Nach der Heimniederlage gegen den Tabellenletzten Sportul Studențesc wurde Șumudică am 27. April 2011 entlassen und für die letzten fünf Spieltage durch Marian Rada ersetzt. Eine Woche nach seiner Kündigung als Trainer der rumänischen Nationalmannschaft unterschrieb Răzvan Lucescu am 11. Juni 2011 einen Zweijahresvertrag als Cheftrainer bei Rapid.
Rapid Bukarest spielte in der Saison 2013/2014 in der 2. Liga Serie 1, 2014/15 wieder in der ersten Liga und 2015/16 wieder in der zweiten Liga.
Den Aufstieg in die Liga 1 hatte Rapid 2016 sportlich geschafft, durfte den Weg ins Oberhaus wegen eines finanziellen Bankrotts allerdings nicht antreten. Nach der darauf folgenden Rückstufung bis in die vierte Klasse konnte der Verein 2018 unter Trainer Daniel Pancu den Aufstieg in die Liga III feiern.

## Frühere Vereinsnamen
- Asociația culturală și sportivă Casa Feroviarului Rapid București (abgekürzt: CFR, deutsch: Kultur- und Sportverein Haus des Bahnarbeiters Rapid) (1923–1936),
- Fotbal Club Rapid București (1936–1945),
- Căile Ferate Române București (abgekürzt: CFR) (1945–1949),
- Locomotiva București (1949–1958),
- Clubul Sportiv Rapid București (1958–1992),
- Uniunea Fotbal Club Rapid București (1992–2004),
- Fotbal Club Rapid București (seit 2004)

## Fußball

### Stadion
Das Stadionul Giulești – Valentin Stănescu wurde am 10. Juni 1939 eröffnet und fasste 19.100 Zuschauer. Es war bis zu seinem Abriss im Jahr 2019 Heimspielstätte des Vereins. Nach seinem Abriss begann auf dem Grundstück der Bau des neuen Stadionul Rapid – Giulești. In der Zwischenzeit trat der Club im Regie-Stadion an. Im März 2022 zog Rapid schließlich in den Stadion-Neubau um.

### Ehemalige Spieler
- Stefan Auer
- Elinton Andrade
- Valentin Bădoi
- Iuliu Baratky
- Roberto Bisconti
- Florin Bratu
- Ion Bogdan
- Vladimir Božović
- Dan Coe
- Júlio César
- Vintilă Cossini
- Emilian Dolha
- Ștefan Filotti
- Ioan Viorel Ganea
- Nicolae Georgescu
- Tiberiu Ghioane
- Honorato Gláuber
- Ilie Greavu
- Adrian Iencsi
- Ion Ionescu
- Ștefan Iovan
- Costin Lazăr
- Iosif Lengheriu
- Philippe Léonard
- Bogdan Lobonț
- Nicolae Lupescu
- Dumitru Macri
- Marius Măldărășanu
- Bazil Marian
- Lucian Marinescu
- Viorel Moldovan
- Ioachim Moldoveanu
- Daniel Niculae
- Titus Ozon
- Daniel Pancu
- Florian Radu
- Sergiu Radu
- Răzvan Raț
- Gheorghe Rășinaru
- Cristian Săpunaru
- Marius Șumudică
- Florin Șoavă
- Ianis Zicu

### Trainer
- Stefan Auer (1937–1939)
- Alfréd Schaffer (1939 bis 1940)
- Coloman Braun-Bogdan (1946 bis 1947)
- Francisc Ronnay (1954 bis 1959)
- Valentin Stănescu (1963 bis 1968, 1982 bis 1984)
- Viorel Hizo (1993 bis 1995, 1995, Sommer 2001 bis 16. Mai 2002, 2004, Mai 2009 bis 30. Oktober 2009)
- Mircea Lucescu (1997 bis 1998, April 1999 bis Sommer 2000)
- Mircea Rednic (Dezember 1998, Oktober 2000 bis Sommer 2001, 16. Mai 2002 bis Dezember 2003, 9. Oktober 2007 bis 21. März 2008)
- Dan Petrescu (Dezember 2003 bis April 2004)
- Răzvan Lucescu (2004 bis 2007, 11. Juni 2011 bis Mai 2012)
- Cristiano Bergodi (17. Juni 2007 bis 8. Oktober 2007)
- Marian Rada (März 2008 bis Juni 2008, Mitte Januar 2009 bis 3. Mai 2009, April 2011 bis Juni 2011, Oktober 2012 bis August 2013)
- José Peseiro (Juli 2008 bis Januar 2009)
- Nicolae Manea (31. Oktober 2009 bis März 2010)
- Ciprian Panait (März 2010)
- Ioan Andone (31. März 2010 bis Sommer 2010)
- Marius Șumudică (Sommer 2010 bis 27. April 2011)
- Ioan Sabău (Juni 2012 bis Oktober 2012)
- Sandu Tăbârcă (August 2013 bis September 2013)
- Viorel Moldovan (September 2013 bis Sommer 2014)
- Ioan Viorel Ganea (seit Sommer 2014)

### Kader der Saison 2024/25
Stand: 20. Februar 2025
| Nr. |                | Position | Name               |
| --- | -------------- | -------- | ------------------ |
| 1   | Osterreich     | TW       | Franz Stolz        |
| 3   | Rumänien       | AB       | Robert Bădescu     |
| 4   | Estland        | AB       | Mattias Käit       |
| 5   | Rumänien       | AB       | Alexandru Pașcanu  |
| 7   | Rumänien       | ST       | Claudiu Micovschi  |
| 8   | Rumänien       | MF       | Constantin Grameni |
| 9   | Senegal        | ST       | Clinton N'Jie      |
| 10  | Rumänien       | ST       | Claudiu Petrila    |
| 11  | Serbien        | ST       | Borisav Burmaz     |
| 13  | Rumänien       | AB       | Denis Ciobotariu   |
| 14  | Slowenien      | MF       | Jakub Hromada      |
| 15  | Rumänien       | MF       | Cătălin Vulturar   |
| 16  | Rumänien       | TW       | Marian Aioani      |
| 17  | Norwegen       | MF       | Tobias Christensen |
| 18  | Elfenbeinküste | MF       | Kader Keita        |

| Nr. |                         | Position | Name              |
| --- | ----------------------- | -------- | ----------------- |
| 19  | Rumänien                | ST       | Răzvan Onea       |
| 21  | Rumänien                | AB       | Cristian Ignat    |
| 22  | Rumänien                | AB       | Cristian Săpunaru |
| 23  | Rumänien                | AB       | Cristian Manea    |
| 24  | Rumänien                | AB       | Andrei Borza      |
| 25  | Rumänien                | MF       | Xian Emmers       |
| 28  | Serbien                 | MF       | Luka Gojković     |
| 29  | Rumänien                | ST       | Alexandru Dobre   |
| 30  | Nigeria                 | ST       | David Ankeye      |
| 31  | Rumänien                | TW       | Adrian Briciu     |
| 47  | Deutschland             | AB       | Christopher Braun |
| 55  | Rumänien                | ST       | Rareș Pop         |
| 66  | Kap Verde               | MF       | Diogo Mendes      |
| 95  | Bosnien und Herzegowina | ST       | Elvir Koljić      |
|     | Nigeria                 | MF       | Peter Ademo       |

### Erfolge
- Rumänischer Meister (3): 1967, 1999 und 2003
- Rumänischer Vizemeister (14): 1937, 1938, 1940, 1941, 1949, 1950, 1963–1964, 1964–1965, 1965–1966, 1969–1970, 1970–1971, 1997–1998, 1999–2000, 2005–2006
- Rumänischer Pokalsieger (13): 1935, 1937, 1938, 1939, 1940, 1941, 1942, 1972, 1975, 1998, 2002, 2006, 2007
- Rumänischer Supercup-Sieger (4): 1999, 2002, 2003, 2007.
- Rumänischer Ligapokalsieger (1): 1994.
- Balkanpokal-Sieger (2): 1964, 1966.
- Mitropapokal (Finale nicht ausgetragen): 1940.
- Europapokal der Pokalsieger Viertelfinalist: 1973.
- UEFA-Pokal Viertelfinalist: 2006.

## Handball

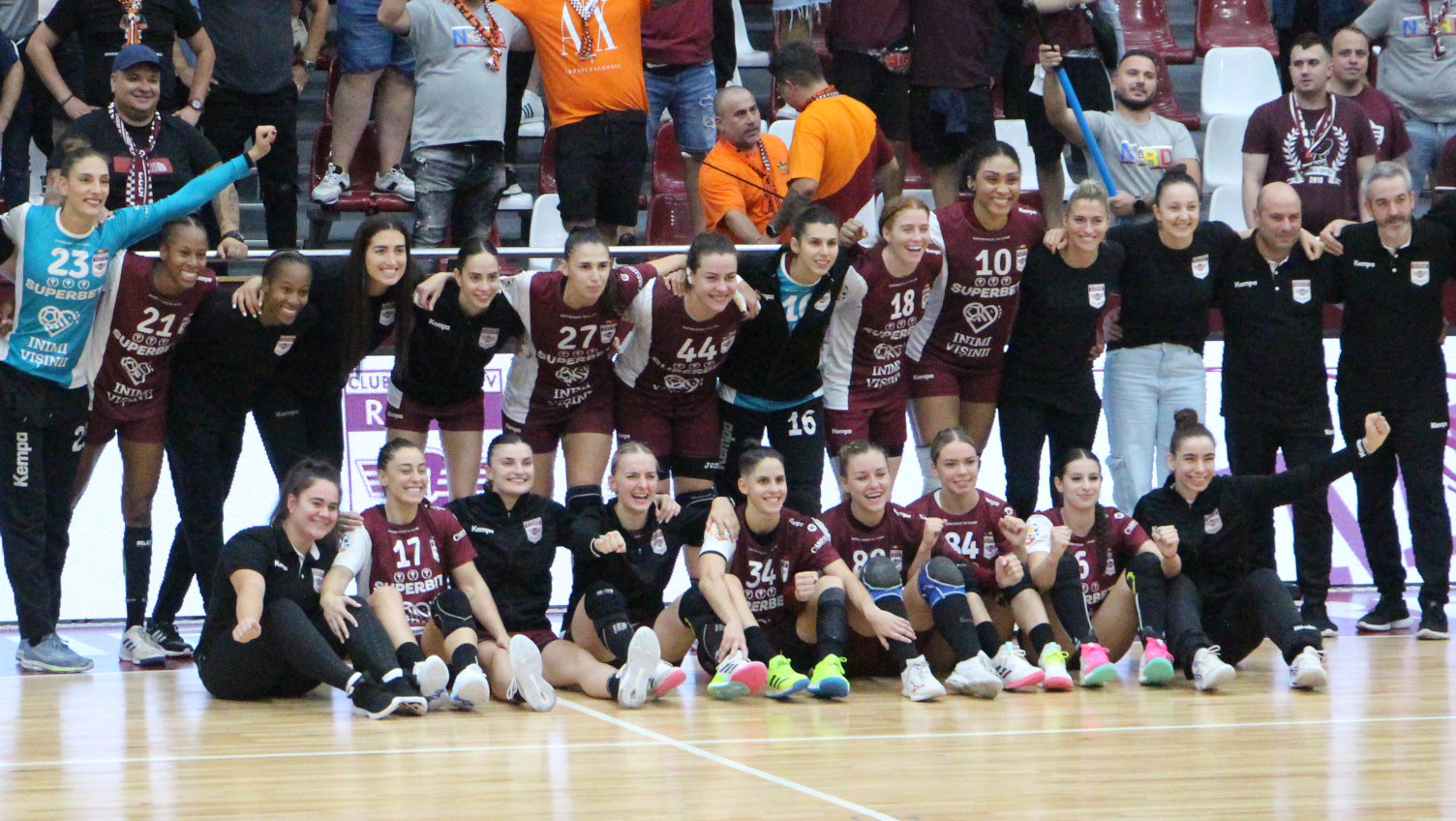
Mannschaft der Saison 2023/24

Rapid Bukarest ist neben seiner Fußballabteilung auch insbesondere für seine Damen-Handballmannschaft bekannt. Sie spielt zurzeit als Rapid CFR București in der landeshöchsten Liga und konnte 1964 das Finale im Europapokal der Landesmeister, der heutigen Champions League 14:13 gegen den dänischen Vertreter Helsingør IF für sich entscheiden. Den EHF-Pokal konnte Rapid Bukarest 1993 nach einem klaren 28:16-Heimsieg und einem 22:24 gegen den französischen Klub CSL Dijon gewinnen.

## Volleyball
Die Volleyball-Herren-Mannschaft des Rapid Bukarest waren eines der dominantesten Teams der 1960er Jahre. Sie gewannen insgesamt drei Mal (1961, 1963, 1965) den Europapokal der Landesmeister (heute Champions League), die höchste Klubauszeichnung Europas. In den Jahren 1960, 1962, 1966, 1967 verloren sie das Finale.